# Allée couverte von Evez-Bihan

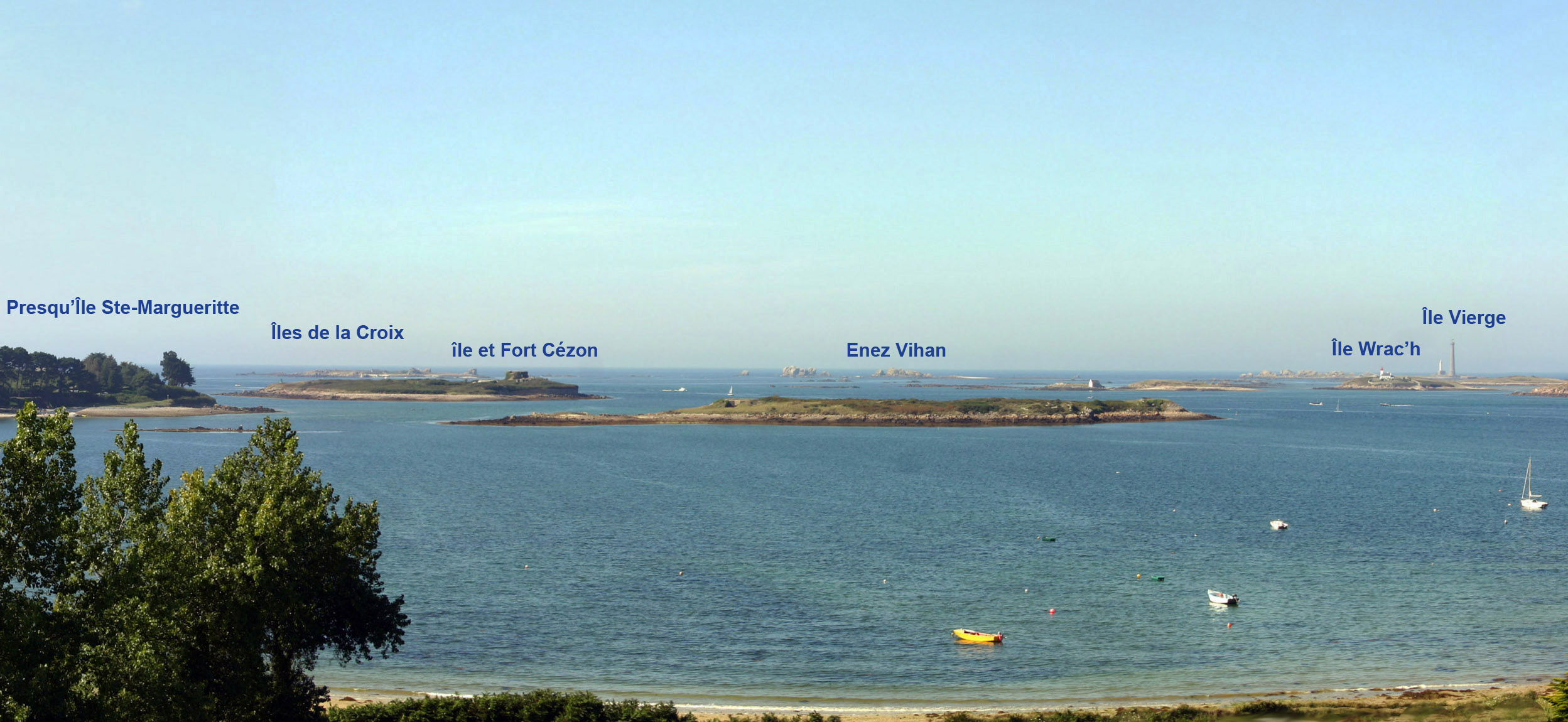
Enez-Vihan

Die Allée couverte von Evez-Bihan (auch Enez-Vihan genannt) liegt auf der kleinen, runden Gezeiteninsel Evez-Vihan  in Pleumeur-Bodou  im Département Côtes-d’Armor nahe Plouguerneau (Département Finistère) in der Bretagne in Frankreich.
Das Galeriegrab (französisch La sépulture mégalithique à entrée latérale) hat die meisten seiner Tragsteine behalten, aber die Deckplatten sind verschwunden. Es hat (ähnlich wie Crec’h Quillé) einen für bretonische Anlagen seltenen lateralen Zugang, der für die weitaus älteren Ganggräber der nordischen Trichterbecherkultur (TBK) typisch ist.